# Knud Gregorius de Klauman
Knud Gregorius de Klauman (2. oktober 1711 i København – 23. december 1762 sammesteds) var en dansk højesteretsdommer og godsejer.
Han blev sekretær i Danske Kancelli, 1741 assessor i Højesteret og 1747 justitsråd. 18. december 1749 blev han optaget i adelstanden og fik sat et "de" foran sit navn.
27. oktober 1741 ægtede han i Holmens Kirke Ulricha Sophie Mouritzen (1721 i København – 9. juni 1790 i København). Han ejede Bonderup, gården Amagertorv 6 og lystgården Ulrikkenborg (opkaldt efter hustruen) i Kongens Lyngby.
Han er begravet på Holmens Kirkegård.